# Castilleja ecuadorensis
Castilleja ecuadorensis är en snyltrotsväxtart som beskrevs av N. Holmgren. Castilleja ecuadorensis ingår i släktet målarborstar, och familjen snyltrotsväxter. Inga underarter finns listade i Catalogue of Life.